# Pandoloma
Pandoloma es una localidad del estado mexicano de Guerrero. Es parte del municipio de San Miguel Totolapan.

## Demografía
| Gráfica de evolución demográfica |
|                                  |

| Censo | Población |
| ----- | --------- |
| 1910  | 141       |
| 1921  | —         |
| 1930  | 393       |
| 1940  | 507       |
| 1950  | 275       |
| 1960  | 569       |
| 1970  | —         |
| 1980  | 465       |
| 1990  | 762       |
| 2000  | 1 017     |
| 2010  | 1 164     |
| 2020  | 1 121     |